# Порто-Сант-Ельпідіо
Порто-Сант-Ельпідіо (італ. Porto Sant'Elpidio) — муніципалітет в Італії, у регіоні Марке, провінція Фермо.
Порто-Сант-Ельпідіо розташоване на відстані близько 185 км на північний схід від Рима, 45 км на південний схід від Анкони, 11 км на північ від Фермо.
Населення — 26 234 особи (2014).
Щорічний фестиваль відбувається 25 жовтня. Покровитель — San Crispino di Soissons.

## Демографія
Населення за роками:

Станом на 1 січня 2023 року в муніципалітеті офіційно проживало 3538 іноземців з 82 країн, серед них 570 громадян країн Євросоюзу та 151 громадянин України.

## Сусідні муніципалітети
- Чивітанова-Марке
- Фермо
- Сант-Ельпідіо-а-Маре